# La sombra de un árbol / No llores
La sombra de un árbol / No llores es un sencillo de la cantante y folclorista chilena Clarita Parra, hija de Lalo Parra, lanzado en 1971 bajo el sello chileno DICAP.

## Lista de canciones
| Lado A |                         |          |  |
| N.º    | Título                  | Duración |  |
| 1.     | «La sombra de un árbol» |          |  |

| Lado B |             |          |  |
| N.º    | Título      | Duración |  |
| 2.     | «No llores» |          |  |